# إينا راي هوتون
إينا راي هوتون (بالإنجليزية: Ina Ray Hutton)‏ هي موزعة وعازفة الجاز ومغنية أمريكية، ولدت في 13 مارس 1916 في شيكاغو في الولايات المتحدة، وتوفيت في 19 فبراير 1984 في فينتورا في الولايات المتحدة بسبب السكري.

## وصلات خارجية
- إينا راي هوتون على موقع IMDb (الإنجليزية)
- إينا راي هوتون على موقع قاعدة بيانات الفيلم (الإنجليزية)